# Pelle Connolly
La pelle Connolly è un pregiatissimo pellame usato nell'allestimento di automobili particolarmente lussuose, come ad esempio le britanniche Aston Martin, Bentley, Jaguar e Rolls-Royce.

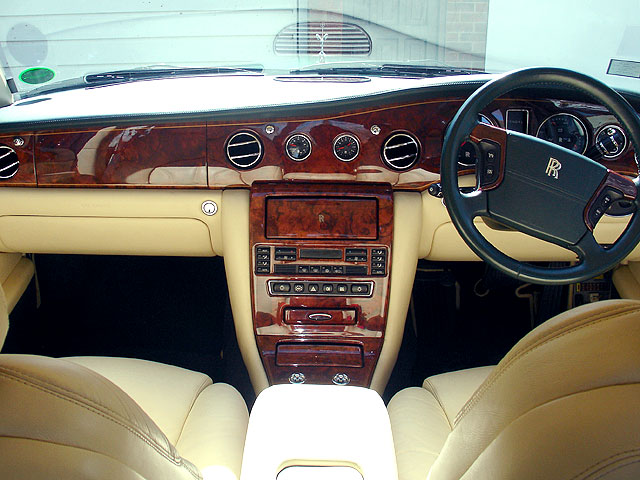
Interno della Rolls-Royce Silver Seraph

Il nome deriva dalla famiglia Connolly di Ashford, fornitore di pellame anche per la famiglia reale inglese che, nel 1878, diede vita alla Connolly Leather, azienda rimasta sul mercato fino al 2002.
La Connolly è nuovamente tornata sul mercato nel 2012 ridimensionata e concentrata a produrre le pelli storiche come il Vaumol, il FG/PAC e MG Celstra, custodendo nel proprio archivio storico unico al mondo tutti i master e formulazioni originali.
Oggi produce ed è orientata a servire il mercato del restauro delle vetture d’epoca e il mercato di estremo lusso con produzioni dedicate.
L’azienda fornisce tutti i prodotti dalla attuale sede di Kent UK concedendone la certificazione di autenticità su richiesta.
Fin dal primo modello di autovettura del 1904, la Connolly fu fornitore ufficiale della Rolls-Royce Limited, allargando poi le sue forniture anche alle altre maggiori case automobilistiche britanniche e mondiali tra cui Ferrari e Maserati.